# Chris Carmack
James Christopher Carmack (Washington, D.C., 22 december 1980), beter bekend als Chris Carmack, is een Amerikaans acteur, zanger en voormalig model.

## Biografie
Carmack is geboren in Washington en woonde tijdens zijn jeugd in Rockville (Maryland) (Maryland). Toen hij nog jong was vond hij veel verschillende sporten leuk: honkbal, basketbal, rugby en worstelen. Maar toen hij naar Magruder High School ging vestigde hij zijn aandacht op het theater, en werkte hij mee aan drie voorstellingen per jaar. Hij deed ook mee aan verscheidene drama- en theaterwedstrijden.

### Carrière
Nadat hij was geslaagd van zijn middelbare school ging Carmack naar de New York-universiteit om een graad te halen in kunst bij de Tisch School. Hij verliet de universiteit toen hij werd ontdekt als model en hij besloot om een professioneel model te worden. Zijn uiterlijk was precies wat Bruce Weber zocht voor Abercrombie & Fitch. Carmack heeft ook voor de volgende bedrijven gewerkt: Lord and Taylor, Macy's, Target, Who A U, ELLE France, Nautica, Guess?, en Cosmo Girl.
Na twee jaar in New York te hebben gewoond, besloot Carmack om naar Los Angeles te verhuizen en acteur te worden. Hij is het meest bekend als Luke in het eerste seizoen van The O.C..
Sinds 2005 is Carmack een model voor Ezra Fitch, een merk dat bij Abercrombie en Fitch hoort.
In 2006 speelde Carmack in de film Love Wrecked samen met Amanda Bynes en Jonathan Bennet, en hij besloot om zijn acteervaardigheden te verbeteren in de theaters van New York en Londen.
Van 16 maart tot 21 maart 2006 was Carmack te zien in Entertaining Mr. Sloane in het Laura Pels Theater, samen met Alec Baldwin en Jan Maxwell en geregisseerd door Scott Ellis. Jan Maxwell ging eerder weg vanwege frictie tussen haar en Alec Baldwin.
In 2006 was Carmack voor het eerst te zien in Londen toen hij een rol had in Summer and Smoke. Hij werkte samen met Rosamund Pike, die een bondgirl is geweest. Het stuk werd geregisseerd door de voormalig artistiek directeur van de Royal Shakespeare Company, Adrian Noble. Het stuk was te zien van 21 oktober tot en met 25 november 2006.
Tegenwoordig is hij te zien als Atticus Lincoln (Link) in Grey’s Anatomy.

## Filmografie

### Tv-programma's
- The O.C. - Luke Ward (afleveringen 1-24)
- Dawson's Creek - Gastrol (niet genoemd in de credits) - 2000
- Strangers With Candy - Laird - Seizoen 3 (Invisible Love)
- E!'s 101 - Zichzelf
- CSI: Miami - Suspect - seizoen 5 aflevering 23
- Beach Girls - Cooper Morgenthal - 2005
- Related - Alex - 2005/2006
- On Air w/ Ryan Seacrest - Gast - 1/29/04
- Player$ - Zichzelf
- The Sharon Osbourne Show - Gast - 11/11/03
- Smallville - Geoff Johns - Seizoen 4 (Recruit)
- Jake In Progress - Jared Rush
- The Tony Danza Show - Zichzelf - 2006
- Nashville - Will Lexington - 2013 -
- Grey's Anatomy - Link - seizoen 15-heden

### Films
- Bring It On Again - Todd - 2004
- The Last Ride - Matthew Rondell - 2004
- Candy Paint - Rugby speler - 2005
- The Power of Yoga - Zichzelf - 2005
- Love Wrecked - Jason Masters - 2005
- Just My Luck - David Pennington - 2006
- Suburban Girl - Jed - 2007
- H2O Extreme - Austin - 2009
- Into the Blue 2: The Reef - Sebastian - 2009
- The Butterfly Effect 3: Revelations - Sam Reide - 2009
- Alpha and Omega - Garth - 2010
- Shark Night - Dennis Crim - 2011
- A Christmas wedding date - Chad - 2012

### Theater
- Entertaining Mr. Sloane door Joe Orton (rol: Sloane) - 2006
- Summer and Smoke door Tennessee Williams (rol: John Buchanan Jr.) - 2006